# Testudobracon pleuralis
Testudobracon pleuralis är en stekelart som först beskrevs av William Harris Ashmead 1906.  Testudobracon pleuralis ingår i släktet Testudobracon och familjen bracksteklar. Inga underarter finns listade i Catalogue of Life.